# Heitor Pereira
Heitor Teixeira Pereira  (* 29. November 1960 in Rio Grande (Rio Grande do Sul), Brasilien) ist ein brasilianischer Musiker und Filmkomponist. Er arbeitete unter anderem mit Musikern wie Elton John, Seal, Rod Stewart oder Willie Nelson zusammen. Pereira spielte von 1988 bis 1996 als Gitarrist in der Band Simply Red.

## Leben und Wirken
Pereira wurde in eine Musikerfamilie hineingeboren und studierte in Rio de Janeiro Gitarre und Komposition.
Neben seiner Karriere als Musiker arbeitet Pereira als Filmkomponist, zuerst nur für ergänzende Musik (u. a. für Welcome to the Jungle, Das Versprechen), seit dem Jahr 2001 auch als Hauptkomponist. Pereira ist bei Remote Control Productions beschäftigt, so arbeitete er bereits mit Hans Zimmer, Harry Gregson-Williams, Klaus Badelt und Rupert Gregson-Williams zusammen. Darüber hinaus ist Pereira für viele Filmkompositionen als Solist tätig (z. B. Pirates of the Caribbean – Am Ende der Welt oder Der Klang des Herzens). Pereira lebt heute mit seiner Frau und zwei Kindern in Kalifornien.

## Soziales Engagement
Heitor Pereira unterstützt die Rechte der Awá-Indianer in Brasilien, deren Heimat durch illegale Abholzung bedroht ist. So hat er unter anderem für die Menschenrechtsorganisation Survival International die Filmmusik für ein Video über die Awá komponiert.

## Diskografie
- Heitor
- Heitor TP
- Untold Stories[3]

## Filmografie (Auswahl)

### Hauptkompositionen
- 2001: Unterwegs mit Jungs (Riding in Cars with Boys) – zusammen mit Hans Zimmer
- 2002: Echte Frauen haben Kurven (Real Women Have Curves)
- 2004: Dirty Dancing 2 (Dirty Dancing 2: Havana Nights)
- 2006: Ask the Dust – zusammen mit Ramin Djawadi
- 2006: Blind Dating
- 2006: Two Weeks – Im Kreise ihrer Lieben (Two Weeks)
- 2007: Upper East Side Love (Suburban Girl)
- 2007: Tödliche Währung – Abgerechnet wird zum Schluss (Illegal Tender)
- 2008: Beverly Hills Chihuahua
- 2009: Wenn Liebe so einfach wäre (It’s Complicated) – zusammen mit Hans Zimmer
- 2009: Fröhliches Madagascar (Merry Madagascar)
- 2010: Ich – Einfach unverbesserlich (Despicable Me)
- 2011: Die Schlümpfe (The Smurfs)
- 2013: Ich – Einfach unverbesserlich 2 (Despicable Me 2)
- 2013: Die Schlümpfe 2 (The Smurfs 2)
- 2014: Wenn ich bleibe (If I Stay)
- 2015: Minions
- 2016: Angry Birds – Der Film (The Angry Birds Movie)
- 2017: Ich – Einfach unverbesserlich 3 (Despicable Me 3)
- 2018: Show Dogs – Agenten auf vier Pfoten (Show Dogs)
- 2018: Smallfoot – Ein eisigartiges Abenteuer (Smallfoot)
- 2019: Playmobil – Der Film (Playmobil: The Movie)
- 2019: Angry Birds 2 – Der Film (The Angry Birds Movie 2)
- 2021: My Little Pony: A New Generation
- 2022: Der Einparker (The Valet)
- 2022: Minions – Auf der Suche nach dem Mini-Boss (Minions: The Rise of Gru)
- 2022: Der gestiefelte Kater: Der letzte Wunsch (Puss in Boots: The Last Wish)
- 2024: Ich – Einfach unverbesserlich 4 (Despicable Me 4)

### Ergänzende Musik
- 2000: Mission: Impossible II – zusammen mit Hans Zimmer
- 2001: Das Versprechen (The Pledge) – zusammen mit Klaus Badelt und Hans Zimmer
- 2001: Black Hawk Down – zusammen mit Hans Zimmer
- 2002: Passionada – zusammen mit Harry Gregson-Williams
- 2003: Welcome to the Jungle (The Rundown) – zusammen mit Harry Gregson-Williams
- 2003: Was das Herz begehrt (Something’s Gotta Give) – zusammen mit Hans Zimmer
- 2004: Mann unter Feuer (Man on Fire) – zusammen mit Harry Gregson-Williams
- 2004: Shrek 2 – Der tollkühne Held kehrt zurück (Shrek 2) – zusammen mit Harry Gregson-Williams
- 2004: Return to Sender – zusammen mit Harry Gregson-Williams
- 2004: Team America: World Police – zusammen mit Harry Gregson-Williams
- 2004: Spanglish – zusammen mit Hans Zimmer
- 2005: Madagascar – zusammen mit Hans Zimmer
- 2005: The Weather Man – zusammen mit Hans Zimmer und James S. Levine
- 2006: Liebe braucht keine Ferien (The Holiday) – zusammen mit Hans Zimmer
- 2007: Bee Movie – Das Honigkomplott (Bee Movie) – zusammen mit Rupert Gregson-Williams

## Auszeichnungen
Im Jahr 2006 erhielt Pereira einen Grammy für das beste Instrumentalarrangement mit Gesangsbegleitung für den Song „What Are You Doing For The Rest Of Your Life?“ von Chris Botti und Sting.